# Ант (музыкант)
Ант (настоящее имя — Анто́н Влади́мирович Завья́лов; род. 1 сентября 1982, Лузино) — российский рэп и рок исполнитель, битмейкер, известный профессиональный саунд-продюсер и аранжировщик. Участник популярной рэп-группы «25/17», бывший участник групп «Отрицательное Влияние» и «Дэфолиант». В 2008 году стал победителем первого телевизионного хип-хоп-шоу «Битва за респект» на телеканале Муз-ТВ.

## Биография
Антон Завьялов родился 1 сентября 1982 года в посёлке Лузино. Помимо общеобразовательной школы, учился в музыкальной школе, по классу гитары. Несколько лет играл в камерном оркестре на ударных и перкуссионных инструментах. Принимал участие в фольклорном ансамбле, где пел русские народные песни. Заинтересовался хип-хоп-музыкой после прослушивания альбома «Inside Out» рэпера MC Hammer, кассету с которым подарил старшему брату.

### «Отрицательное влияние»
В 1998 году создал вместе со школьными друзьями, Жэтоном и Пахомом, группу под названием «Отрицательное влияние». После школы переместились в местный дом культуры, в котором познакомились с новым участником группы — Вадяем. Завьялов поступил на факультет агрохимии, почвоведения и экологии в Омский государственный аграрный университет имени П. А. Столыпина, который окончил, и в течение недолгого времени работал по специальности. 5 мая 2000 года состоялось первое выступление группы в омском ночном клубе «Twins», где Ант познакомился с Бледным, на тот момент участником группы «Ртуть». В 2002 году «Отрицательное влияние» выступало на «Adidas Streetball Challenge 2002» среди лучших рэп-групп России, Казахстана и Украины, а в 2004 году на «Snickers Урбания 2004». В мае 2005 года в составе группы выпустил дебютный альбом «Черепашьи бега», над которым команда работала на протяжении 5 лет. В дальнейшем группа продолжала существовать, имелись планы на второй альбом, но коллектив распался.

### «Дэфолиант»
Группа «Дэфолиант» была образована 1 апреля 2007 года. Состояла из Тони Стара (Анта), Васи Дэфа и DJ Navvy. Тематикой песен группы являлся стёб в жанре «музыкальный комикс». Треки группы отличаются яркой кинематографичностью, юмористической окраской и лёгкой запоминаемостью. В феврале 2009 года коллектив снялся в клипе на песню «Ван Лов», которая стала саундтреком к фильму «Любовь в большом городе». 26 мая 2009 года вышел дебютный альбом группы под названием «Бестселлер», презентация которого состоялась двумя днями позже в клубе «Икра». В 2010 году группа выпустила 2 мини-альбома серии «Перемотка», записанные в электро-стилистике 90-х годов, которые должны были предварять выход второго альбома «Большая перемотка». Однако, из-за разных приоритетов участников, группа прекратила своё существование в 2011 году.

### Битва за респект
В октябре 2008 года Ант принял участие в телевизионном проекте Муз-ТВ — «Битва за респект», в котором также участвовали ещё 9 человек, представляющих разные грани хип-хоп-культуры. В первом раунде Ант проиграл сопернику — D.Masta, однако организаторы и судьи вернули в «Битву» троих проигравших — и Антон оказался в их числе. В четвертьфинале ему достался чрезвычайно сложный соперник — Крипл, но на этот раз судьи высказались в пользу Антона. В полуфинале со значительным перевесом (84 процента против 16) Ант выиграл у Рены благодаря интернет-голосованию. В финале соперником Анта стал ST. Судьи решили, что в этом, именно, финальном раунде сильнее был ST, но по итогам зрительского голосования Ант всё-таки одержал победу первого телевизионного хип-хоп шоу «Битва за проспект». Главными призами стали ротации на канале Муз-ТВ и радио Next FM.
В ноябре, по окончании шоу, Ант выпустил микстейп «Антрэпология», состоящий из лучших куплетов, записанных в составе групп «Отрицательное Влияние», «Дэфолиант», «Иезекииль 25:17», включая треки записанные специально для Битвы за респект. А также прокомментировал своё участие в этом проекте.
Когда мне предложили участвовать в шоу «Битва за респект», пришлось задуматься. Я советовался с друзьями, со всеми, с кем мы делаем одно дело, потому что я не батловый МС, не читаю фристайл и никогда не собирался этого делать. В итоге я согласился, потому что понял — это возможность доказать, в первую очередь, показать, что есть другой рэп в противовес тому, что насаждается на этих же телеканалах, а также познакомить большее количество слушателей с нашим творчеством.
В 2009 году Ант участвовал в «Битве за респект 2», но уже в качестве судьи, наряду с такими артистами, как Баста, Смоки Мо, Влади, Centr.

### «25/17»
1 апреля 2006 года по совету своего друга Андрея Бледного переехал в Москву, устроился на работу на студию A-Nik Records в качестве аранжировщика и саунд-продюсера и принял предложение стать третьим участником группы «Иезекииль 25:17».

### Музыка к фильмам
Периодически Завьялов выступает композитором российских фильмов. В 2013 году его песни прозвучали в двух картинах: «Околофутбола» и «Восьмёрка». В октябре 2022 года в прокат выходил криминальная драма «Сказка для старых», саундтрек для которой написал Ант.

## Дискография

### В составе группы «Отрицательное Влияние»
- 2005 — «Черепашьи бега»

### В составе группы «Дэфолиант»

#### Студийные альбомы
- 2009 — «Бестселлер»

#### Мини-альбомы
- 2010 — «Перемотка»
- 2010 — «Перемотка-2»
- 2010 — «Перемотка (ремиксы)»

#### Микстейпы
- 2007 — «Пих-Пох Атакует!»
- 2007 — «Синий Огонёк»
- 2008 — «Московские куранты»
- 2008 — «Пих-Пох Атакует! (Upgrade)»

### В составе группы «25/17» (ранее «Иезекииль 25:17»)

#### Студийные альбомы
- 2008 — «Засада. Крепче стали»
- 2009 — «Только для своих»
- 2010 — «Зебра»
- 2012 — «Песни о Любви и Смерти»
- 2014 — «Русский подорожник»
- 2017 — «Умереть от счастья» (совместно с Андрей Кит)
- 2017 — «Ева едет в Вавилон»
- 2020 — «Байки из склепа»
- 2023 — «Радость встреч и расставаний»

#### Мини-альбомы
- 2010 — «Сила сопротивления» (совместно с группой «Грот»)
- 2010 — «Полоса белая»
- 2011 — «Межсезонье»
- 2013 — «Лукавые дни»
- 2015 — «Пар»
- 2016 — «Просто»
- 2016 — «Солнцу навстречу» (совместно с группой «Грот»)
- 2022 — Неизбывность
- 2022 — Одолень

#### Микстейпы
- 2007 — «Жизнь У»
- 2008 — «Антрэпология»
- 2008 — «Сплавы»

#### Макси-синглы и проморелизы
- 2008 — «Держитесь крепче» (при уч. DJ Navvy)
- 2010 — «Всем весна!»

#### Синглы
- 2009 — «На городской карте»
- 2009 — «Мое оружие» (при уч. FAQ)
- 2009 — «Т. Д. С.»
- 2010 — «Собака»
- 2010 — «Никто не сможет меня остановить»
- 2013 — «Внутри разбитой головы»
- 2014 — «Пока не выключат свет»
- 2014 — «Рахунок»
- 2014 — «Имя имён»
- 2015 — «Под цыганским солнцем» (Акустическая версия)
- 2015 — «Весь мир идёт на меня войной»
- 2015 — «Живым (В городе, где нет метро)»
- 2016 — «Раскалённые будни» (Памяти Анатолия Крупнова)
- 2016 — «Сибирский марш» (Калинов мост cover)
- 2017 — «Она не такая, как все»
- 2017 — «На Запад Солнца» (уч. Саграда)
- 2017 — «Комната»
- 2017 — «Бит шатает голову» (уч. Хаски)
- 2018 — «РКНРЛМРТВ»
- 2018 — «Песок» (уч. Саграда и Катя «Drummatix»)
- 2018 — «Судьба (Проклятый рэп)» (уч. Лигалайз)
- 2018 — «Судьба»
- 2018 — «Вспомнить все»
- 2018 — «Эротические сны» (уч. «Ногу свело!»)
- 2019 — «Племя» (уч. Мэйти)
- 2019 — «Патрон» (уч. ЛСП)
- 2019 — «Остров»
- 2019 — «Песок (Saint Rider Remix)» (п.у. Саграда и Катя «Drummatix»)
- 2020 — «Карантин»
- 2020 — «На воздушных шарах» (уч. Мэйти и Ант)
- 2020 — «Любовь во время чумы» (п.у. Ёлка)
- 2020 — «Мой 98-й»
- 2021 — «Родео» (уч. РИЧ)
- 2021 — «Пепел» (уч. «Грязь»)
- 2022 — «Россимон»
- 2023 — «ЧБ (На территории всей страны) Live»
- 2023 — «Луна. Электричество» (п.у. Эм Калинин)
- 2023 — «Холодная весна. Электричество»
- 2023 — «Береги себя 23» (уч. РИЧ и Саграда)
- 2023 — «В нашем маленьком городе» (уч. Бранимир и Чиж)
- 2023 — «Воспоминания» (п.у. Ольга Глазова)
- 2023 — «Братская крепость» (п.у. Александр Позднухов)
- 2023 — «Три вагона»
- 2024 — «Пропаганда»
- 2024 — «Главное, что есть ты у меня (Любэ cover)»
- 2024 — «Народная»
- 2024 — «Корни» (п.у. Саграда)

### В составе проекта «Лёд 9»

#### Студийные альбомы
- 2011 — «Холодная война»
- 2013 — «Искушение святого простолюдина»

## Видеография

### В составе группы «Дэфолиант»
- 2009 — «Ван Лов»

### В составе группы «25/17»
- 2007 — «Есть здесь кто?» при уч. Rap City, Дэф, Сангу Дэ Cao, Бардак, Maks Fire
- 2008 — «Чужое» при уч. Сангу дэ САО (производство: Lider Media Group)
- 2009 — «На городской карте» (реж. Андрей Давыдовский)
- 2009 — «Только для своих» (реж. Андрей Давыдовский)
- 2010 — «Собака (DJ Navvy mix)» (реж. Владимир Тё)
- 2010 — «Виражи» при уч. Dimaestro (реж. Оксана Шкворникова, Dimaestro)
- 2010 — «Никто не сможет меня остановить» (реж. Андрей Давыдовский)
- 2011 — «Огонь» (реж. Андрей Давыдовский)
- 2011 — «Мама, мы все тяжело больны» (реж. Андрей Давыдовский)
- 2011 — «Бесконечное одиночество» (реж. Семён Шорохов)
- 2011 — «Жду чуда» (реж. Семён Шорохов)
- 2012 — «Череп и кости» (реж. Андрей Давыдовский)
- 2012 — «Моя крепость» при уч. Миша Маваши (реж. Семён Шорохов)
- 2012 — «Звезда» (реж. Юлия Ауг)
- 2013 — «Внутри разбитой головы» при уч. Саграда (реж. Андрей Давыдовский)
- 2014 — «Пока не выключат свет» (реж. Андрей Давыдовский)
- 2015 — «Под цыганским солнцем (акустическая версия)» (реж. Юлия Ауг)
- 2016 — «Чёрная касса» (реж. Андрей Давыдовский)
- 2016 — «Новый вирус» (реж. Андрей Давыдовский)

### В составе проекта «Лёд 9»
- 2011 — «Ещё хуже» (реж. Борис Гуц)
- 2012 — «Котята два» при уч. Захар Прилепин (реж. Борис Гуц)
- 2012 — «Ад холода» при уч. Константин Кинчев (реж. Алексей Храмцов)

## Фильмография
- 2013 — «Околофутбола» — камео
- 2019 — «В кейптаунском порту» —  криминалист
- 2020 — «Реальные пацаны» — камео

### Саундтрек
- 2010 — «Прячься!»
- 2013 — «Краплёный»
- 2013 — «Околофутбола»
- 2013 — «Восьмёрка»
- 2014 — «Физрук» (2 сезон)
- 2015 — «Воин»
- 2017 — «Реальные пацаны»
- 2017 — «Улица»
- 2018 — «Реальные пацаны»
- 2020 — «Корни» (1 сезон)
- 2021 — «Обитель»
- 2021 — «Сказка для старых»
- 2023 — «Отпуск в октябре»
- 2023 — «Плейлист волонтёра»
- 2025 — «Путешествие на солнце и обратно»

## Награды и номинации
- Победитель первого телевизионного хип-хоп шоу «Битва за респект» на телеканале МУЗ-ТВ.
- Три номинации на Russian Street Awards 2010: Альбом года («Только для своих»), Лучший видеоклип года («На городской карте») и Саундтрек года («Ван Лов»).
- STADIUM RUMA (Russian Urban Music Awards) 2012: Победа в номинации Клип года («Жду чуда»). Номинации: Артист года(«25/17»), Хит года («Жду чуда»)[6].

## Личная жизнь
С 19 февраля 2011 года женат на Наталье Эрлих. Семья занимается благотворительностью и хип-хопом.